# José Luis de Montesino-Espartero y Averly
José Luis de Montesino-Espartero y Averly (Madrid, 16 de diciembre de 1901 - Barcelona, 19 de abril de 1972) fue un militar y aristócrata español, IV Duque de la Victoria, II Marqués de Morella y V Conde de Luchana, capitán general de Cataluña durante el franquismo. Fue hermano de pionera de la aviación femenina Eladia Montesino-Espartero Averly

## Biografía
Descendiente de Baldomero Espartero, heredó sus títulos nobiliarios. En 1916 ingresó a la Academia de Caballería de Valladolid tres años después fue destinado como alférez al Regimiento de Húsares de la Princesa. En 1921 participó en la guerra del Rif, pasando después a la Escuela Superior de Guerra, para seguir estudios de Estado Mayor, siendo ascendido a capitán en 1923. En 1926 fue pasó al Estado Mayor al cuartel de la VII División en Gerona. 
Durante la Segunda República Española logró el ascenso a comandante siendo destinado en Barcelona, ciudad a la que a partir de ese momento estaría muy unido. Cuando se produjo golpe de Estado del 18 de julio de 1936, se sumó a él y fue hecho prisionero en el edificio de la capitanía general, pero consiguió evadirse, cruzando la frontera por la montaña se refugió en Francia y en noviembre de 1936 se presentó a las nuevas autoridades en Burgos. 
Durante la guerra formó parte del Estado Mayor de la Inspección del Ejército franquista y en la División 40. Luego fue jefe de Estado Mayor de las divisiones 60 y 2 de Caballería del Ejército del Sur, con las que participó en la ofensiva de Cataluña a finales de 1938.
Finalizada la guerra civil española fue destinado a la IV Región Militar (Cataluña), donde ascendió sucesivamente de comandante a teniente coronel y a coronel. En 1957 fue nombrado general de brigada y fue destinado en el estado mayor de la III Región Militar (Valencia). En 1961 ya era  general de división y fue gobernador militar de la provincia de Barcelona. El 1963 con el mismo cargo pasó provincia de Gerona donde estuvo hasta 1964, cuando fue ascendido a teniente general y nombrado capitán general de la IX Región Militar (Granada). En 1965 fue nombrado capitán general de la  IV Región Militar, cargo que ocupó hasta el 27 de diciembre de 1967, cuando pasó a la reserva, con lo que completó una trayectoria que casi siempre había estado vinculada a Cataluña.
Estaba en posesión de numerosas distinciones, como la Medalla de Campaña, Cruz Roja del Mérito Militar, Cruz Blanca y Gran Cruz, Gran Cruz de la Orden de San Hermenegildo, Medalla de la Paz de Marruecos y Cruz de M.M. de Guerra de Italia y Oficial de la Orden de la Corona Italiana. 
Otras distinciones fueron la Orden de la Independencia Cultural Rubén Darío y la Orden de Bernardo O'Higgins de Chile , las medallas de Oro de la ciudad de Barcelona y su provincia. 
Una vez retirado, se estableció en Barcelona, donde murió el 19 de abril de 1972.